# SN 1980C
SN 1980C – niepotwierdzona supernowa odkryta 22 lutego 1980 roku w galaktyce A134524+4745. W momencie odkrycia miała maksymalną jasność 17,50m.